# Quentin Caleyron
Quentin Patrice Charles Caleyron (* 30. Januar 1988 in Saint-Étienne) ist ein französischer Radsportler.

## Sportliche Laufbahn
Quentin Caleyron begann seine sportliche Laufbahn als BMX-Fahrer. 2012 und 2015 wurde er Dritter der Europameisterschaft. Zwei Mal wurde er französischer Vize-Meister und neun Mal nahm er an Weltcups teil. 2012 startete er bei den Olympischen Spielen in London und belegte Rang zwölf. 2016 erlitt er einen Sturz, nach dem bei ihm Knochen transplantiert werden mussten. 2017 gaben ihm die Ärzte grünes Licht für den Sport, aber rieten ihm, nicht mehr BMX zu fahren. Daraufhin beschloss er, zum Bahnradsport zu wechseln.
2019 errang Caleyron bei den Europaspielen in Minsk gemeinsam mit Grégory Baugé, Rayan Helal und Quentin Lafargue die Silbermedaille im Teamsprint. Im Frühjahr 2020 gewann er gemeinsam mit Lafargue und Florian Grengbo den Teamsprint beim Lauf des Bahnrad-Weltcups in Milton.
Bei den Paracycling-Bahnweltmeisterschaften 2023 errang Caleyron als Pilot des sehbehinderten Radsportlers Raphaël Beaugillet die Bronzemedaille im Tandemsprint.

## Erfolge

### Bahn
2019
- Europaspiele - Teamsprint (mit Grégory Baugé, Rayan Helal und Quentin Lafargue)

2020
- Bahnrad-Weltcup in Milton – Teamsprint (mit Florian Grengbo und Quentin Lafargue)

### Paracycling (Bahn)
2023
- Weltmeisterschaft – Sprint (mit Raphaël Beaugillet)

### BMX
2012
- Europameisterschaft

2015
- Europameisterschaft